# Triteleia caelebs
Triteleia caelebs är en stekelart som först beskrevs av Nixon 1931.  Triteleia caelebs ingår i släktet Triteleia och familjen Scelionidae. Inga underarter finns listade i Catalogue of Life.